# Мир Гасан-хан
Мир Хасан-хан Талышинский (перс: میر حسن خان تالشی, азерб. Mir Həsən xan, 1784, Ленкорань, Талышское ханство — 12 июля 1832, ) — последний хан Талышского ханства с 1814 по 1829 год. Был сыном и преемником Мир Мустафы-хана.

## Происхождение
Родился в городе Ленкорань, родословная которого восходит к Зейду ибн Али. Его дед Сеид-Джамаледдин-хан — один из военачальников Надир-шаха, установившего полунезависимое правительство Талышского ханства в 1747 году после смерти шаха.

## История
После смерти предыдущего хана в 1814 году русские признали право на власть его старшего сына Мир Гасан-хана, но он вопреки методу отца выступил против экспансионистских целей русских. В 1821 году царь Александр присвоил ему воинское звание полковника. Об этом писал один из историков того времени Сеид-Али в своем труде «Джавахер Наме-йе Ленкорань»: «После смерти Мир Мустафы-хана русский царь поручил Мир Гасан-хану управление Талышским ханством. Ему было присвоено очередное звание. Однако из-за противоречивого подчинения братья и сестры Мир Гасан-хана были возмущены, им не понравился этот шаг и даже его мать Фахрул-Ниса-ханум была возмущена таким назначением Российской империи, а ее сын Мир Гасан-хан выступил против этого. 
В частности, грабительскую политику в отношении Мир Гасан-хана возглавил майор М.С. Ильинский. Он тайно убивал верных хану людей. Этот майор, который был командиром Каспийского морского батальона (660 человек) и 50 казачьих всадников, вынудил хана бежать в Иран. Однако вскоре Ильинский был сослан из Талыша в Телавский уезд Грузии за причинение вреда местным жителям.
25 июля 1826 года Мир Гасан-хан с поднявшими восстание местными бойцами и несколькими тысячами каджарских воинов вступил в бой с русским гарнизоном, располагавшимся в Ленкорани. После шести дней боев майор Ильинский отступил на полуостров Сара, оставив повстанцам «не крепость, а её развалины». Таким образом, русская военная администрация в Талышском ханстве была свергнута.
Упразднение ханства и восстание
Согласно статье 4 Туркменчайского договора 1828 года земли Талышского ханства должны были быть переданы России. Мирза Юсуф Нерсесов также пишет о сопротивлении Гасан-хана российскому правительству.
Представители высшего сословия были отстранены от административной работы, приняты меры по подрыву авторитета религиозных деятелей среди населения. Сумма налогов, взимаемых с крестьян, увеличилась вдвое или втрое. Ненависть к российской власти возросла среди большинства населения, и они направили письмо в Иран и призвали Мир Гасана-хана в Ленкорань возглавить движение против русских. В 1831 году с приходом Мир Гасан-хана в Ленкорань многие районы провинции подняли восстание. Правительство направило против повстанцев российские войска, дислоцированные в городах Шемаха, Шеки и Дербент. В начале апреля 1831 г. восстание было подавлено. Хан снова отправился на родину Каджаров. Некоторые семьи повстанцев также были вынуждены переехать в Иран, чтобы избежать наказания.
После убийства Александра Грибоедова 11 февраля 1829 года Мир Гасан-хан воспользовался случаем и попытался вывести регион из-под контроля России, находясь в Северном Талыше, но был арестован и передан Бала-хану (правителю Керганруда) , а затем к Джахангиру Мирзе (правителю Ардебиля) и заключен в тюрьму в форте Намин по приказу Аббаса Мирзы. Выдержав несколько месяцев заключения, он снова бежал в Северный Талыш и несколько раз пытался захватить этот район, когда на него напали русские войска, то он перешёл в Южный Талыш и бежал в Анзали, а оттуда в Мазендаран к сыну Фатх-Али шаха Каджар.
Смерть
В конце 1831 года Мир Гасан-хан находился в провинции Мазендаран. Здесь правил сын Фатх-Али-шаха Зиллисултан Али-мирза. В «Ахбарнаме» написано: «Он (т.е. Али Мирза) срочно сообщил о прибытии Мир Гасан-хана Фатх-Али-шаху в Тегеран. Фатх-Али-шах испугался и отправил его в Тегеран. Мир Гасан-хан был там отравлен и убит. Это событие произошло 30 июля 1832 года».
В то же время российский военачальник Кавказских войск Иван Фёдорович Паскевич также потребовал выдать Мир Гасана-хана Российской империи и отправить в Тифлис – столицу Кавказского наместничества.
Но прежде чем это произошло, Мир Гасан-хан скончался в четверг, 12 июля 1832 года, в тюрьме от удушья. Однако в книге «Ахбарнаме» причиной смерти Гасан-хана названо отравление.
Семья
У Мир Гасан-хана было три жены: первая — Бика-ханум, сестра Хашим-хана Ширванлы, вторая — Хайр-Ниса-ханум, дочь Галагаинли Мухаммад-салах-хана и третья — Гизханым-ханум, дочь Муганлы Мухаммад-бека. У него было 7 детей, четверо мальчиков: Мир Казым Бег, Мир Абдулла Бег, Мир Джавад-бей, Мир Ханлар Бег и три дочери: Ниса Ханум, Захра Ханум и Сара Ханум.
Потомки Мир Гасан-хана до сих пор живут в Масаллы, Ленкорани, Астаре, Баку, а также в Намине и Исфахане.